# Don Juan – Karl-Liebknecht-Str. 78
Don Juan – Karl-Liebknecht-Str. 78 ist ein deutscher Spielfilm aus dem DEFA-Studio für Spielfilme von Siegfried Kühn aus dem Jahr 1980.

## Handlung
Der Regisseur Andrej Wischnewsky fährt, entgegen seiner ursprünglichen Planung, mit seinem alten Wartburg 312 in eine kleine Stadt der DDR, um am dortigen Theater die Inszenierung von Wolfgang Amadeus Mozarts Oper Don Giovanni zu übernehmen. Am Bahnhof wird er bereits von der Sängerin Vera Kronenthal erwartet, mit der ihn ein Verhältnis verbindet und die in dem neuen Stück die Rolle der Donna Anna übernehmen soll. Am Abend treffen sie sich während einer Festveranstaltung im Theater wieder, bei der sie von ihm gefragt wird, ob sie beide noch gemeinsam zu ihr gehen, da ihr Mann auf Reisen ist. Während des Gesprächs gesellt sich noch die für die Rolle der Donna Elvira vorgesehene Sängerin Beate Weber zu ihnen, deren Mann sich gerade von ihr getrennt hat und mit der Andrej auch gern ein Verhältnis beginnen will. Doch dann gehen er und Vera gemeinsam in ihrer Wohnung ins Bett, bis es an der Wohnungstür klingelt. Es ist ihr Mann, der seinen Reisepass vergessen hat und deshalb noch holen will. Dabei entdeckt er Andrej im Schlafzimmer in seinem Bett und setzt sich zu ihm. Nachdem der Regisseur erwähnt, dass sie sich 100 Jahre zuvor duelliert hätten, erzählen sie sich, jedoch zur Verwunderung Veras, Witze und rauchen miteinander, bis ihr Mann wieder geht. 
Am nächsten Tag, während der ersten Probe, gibt es auch den ersten Ärger mit dem Darsteller des Giovanni, Herrn Edenhardt, der sich sein Frühstück von seiner Frau geräuschvoll zubereiten lässt und sich damit entschuldigt, dass er vom Arzt strenge und regelmäßige Diät verordnet bekommen hat. Am nächsten Tag besucht Beate Weber den Regisseur in seiner Pension, in der er untergekommen ist, um ihr etwas eigenwilliges Verhalten auf dem Theaterfest zu erklären. Wischnewsky versucht die Gelegenheit zu nutzen, ihr etwas näher zu kommen, bekommt aber den Hinweis zu hören, dass er sich entkrampfen soll und sie nicht mit ihm ins Bett gehen wird. Nach einer weiteren Probe fährt Vera mit Andrej in eine ihm unbekannte Wohnung und erklärt ihm, dass sie hier in Zukunft gemeinsam wohnen werden, bis die Besitzer in einem Jahr wieder von einem Auslandsaufenthalt zurück sind. Darüber ist er überhaupt nicht begeistert, denn so fest sollte das Verhältnis nicht werden. Nachdem sie das Bett gemeinsam eingeweiht hatten, liest ihr Andrej einen Satz aus einem Brief seiner Frau vor, in dem sie ihn vor dem Fegefeuer warnt. Anschließend erklärt er ihr, noch einen Termin zu haben, weshalb er noch einmal weg muss. Vera folgt ihm und erkennt, dass er sich an einem See ein Ruderboot mietet, damit hinausrudert, um sich in der Mitte des Sees treiben zu lassen.
Die Proben zu Don Giovanni gestalten sich immer schwieriger, denn Wischnewsky versucht bei der Inszenierung neue Wege zu gehen, was nicht allen Beteiligten gefällt. Hinzu kommt, dass er Vera immer mehr enttäuscht, während seine Bemühungen um Beate immer deutlicher werden. In seinem Verhalten zu Edenhardt wird er immer grober, bis dieser sich weigert, weiterhin an den Proben teilzunehmen. Ein Anruf bei seiner Frau, in dem er sie bittet, zu ihm zu kommen, um ihm zu helfen, zeigt nicht den von ihm gewünschten Erfolg. Also muss er selbst eine Klärung seines Problems mit dem Darsteller des Giovannis finden und geht mitten in der Nacht zu ihm, um sich zu entschuldigen. Seit diesem Gespräch entwickelt sich das Verhältnis zueinander fast zu einer Freundschaft, während die Beziehung zu Vera immer komplizierter wird, da sie immer mehr merkt, dass Andrej sie nicht liebt. Die Bitte, mit ihr zu einem Konzert Beates zu fahren, lehnt er ab mit der Begründung, sich um die Proben kümmern zu müssen. Doch er fährt allein dorthin und wartet nach der Vorstellung in ihrem Hotelzimmer mit einer Flasche Sekt auf sie. Nach seinem Geständnis, dass sie die erste Frau ist, die er wirklich liebt, bekommt sie einen Lachanfall, weshalb er das Zimmer verlässt und zu seiner Frau fährt, die allerdings mit den Kindern verreist ist. 
Um nicht allein zu Hause zu sitzen, geht er in eine Nachtbar und wird dort von einer älteren Dame zum Tanz aufgefordert. Da sie ihn schon etwas länger beobachtet hat, sagt sie ihm ihre Vermutung ins Gesicht, dass er ein Künstler sei. Davon hat sie Ahnung, denn sie war früher einmal eine Sängerin auf einer großen Bühne. Noch heute schwärmt sie von der damaligen, wunderbaren Zeit, als es noch etwas galt, in die Oper zu gehen. Anschließend gehen sie an die Bar, um sich noch etwas zu unterhalten und wo sie sich als Henriette Klinger vorstellt. Andrej bestellt für jeden ein Glas Wodka und es wird noch ein schöner Abend, wonach er sie noch nach Hause begleitet. 
Wieder zurück am Theater gehen die Proben für den Giovanni weiter und die Premiere wird ein großer Erfolg. Für den Tag darauf bestellt er die Darstellerin der Zerlina, Frau Lamprecht, zu einer Einzelprobe in sein Untermieterzimmer, was den Beginn einer neuen Liaison bedeutet.

## Produktion und Veröffentlichung
Don Juan – Karl-Liebknecht-Str. 78 wurde von der Künstlerischen Arbeitsgruppe „Babelsberg“ unter dem Arbeitstitel Don Juan aus der Provinz auf ORWO-Color gedreht und hatte seine Premiere am 7. August 1980 im Berliner Kino International. In der ARD wurde der Film das erste Mal am 27. August 1982 ausgestrahlt. 
Das Szenarium wurde von Siegfried Kühn geschrieben und die Dramaturgie lag in den Händen von Manfred Wolter. Es spielt das DEFA-Sinfonieorchester unter der Leitung von Manfred Rosenberg.

## Synchronisation
| Rolle         | Darsteller         | Synchronsprecher | Sänger           |
| Vera          | Ewa Szykulska      | Helga Korén      | Helga Termer     |
| Beate Weber   | Beata Tyszkiewicz  | Ursula Genhorn   | Elisabeth Breul  |
| Michail Fokin | Helmut Straßburger |                  | Jürgen Freier    |
| Zerlina       | Carin Abicht       |                  | Heidrun Halx     |
| Leporello     | Fred Delmare       |                  | Rolf Tomaszewski |
| Komtur        | Ulrich Voß         |                  | Waldemar Wild    |

## Kritik
In der Kritik von Helmut Ullrich in der Neuen Zeit fragt er, warum man Siegfried Kühn, dessen vom Stoff her potentiell attraktiven „Don Juan“, in peinlich Ambitioniertes abgleiten ließ?
Das Lexikon des internationalen Films schreibt, dass der Film ein beklemmendes Spiel mit den Realitätsebenen ist. Ein ständiges Spiel zwischen der menschlichen Krise des Hauptdarstellers und deren Ironisierung macht die Produktion zu einer der wenigen uneindeutigen und geheimnisvoll in der Schwebe gehaltenen DEFA-Filme.